# Ицхак, Йоав
Йоа́в Ицха́к (ивр. יואב יצחק‎, англ. Yoav Yitzhak; род. 1957, Тель-Авив) — израильский независимый журналист-расследователь. Основатель, издатель и редактор новостного интернет-издания «News1-Первоклассные новости».

## Йоав Ицхак и расследовательская журналистика
Американские репортёры Боб Вудворд и Карл Бернстин в своё время опубликовали в газете The Washington Post расследование об уотергейтском скандале, которое сыграло существенную роль в отставке президента Ричарда Никсона. Вашингтон пост поддержала своих репортёров, позволила им продолжить работу в газете и гордится их расследованием.
Иначе сложилась судьба израильского журналиста-расследователя Йоава Ицхака. После публикации в газете «Маарив» его расследования о концерне «Клаль» руководители концерна начали бойкотировать газету и перестали публиковать в ней рекламу, что повлияло на экономическое положение газеты. При посредничестве Совета по делам прессы и его президента Ицхака Замира «Маарив» и «Клаль» договорились, что газета отречётся от расследований Ицхака, а бойкот будет снят. Узнав об этом соглашении, журналист уволился из газеты и несколько месяцев был без работы. Поведение газеты, однако, не остановило Ицхака и он детально описал своё расследование в книге «Золотой телец».
Получив материалы о финансовых связях между президентом Эзером Вейцманом и французским бизнесменом Эдуардом Саруси, Йоав Ицхак проверил информацию и подготовил её к печати. Речь шла о том, что Вейцман в течение многих лет не указывал денежные поступления в своих отчётах, хотя в качестве министра и депутата Кнессета он обязан был отчитываться в их получении. Ицхак попытался опубликовать материалы своего расследования, однако как газета «Глобс», так и газета «Маарив», в которую он вернулся после семилетнего перерыва, торпедировали публикацию. Ицхак вынужден был собрать пресс-конференцию, и только таким путём ему удалось обнародовать это дело. На следующее утро газета «Едиот Ахронот» обвинила журналиста в навете на президента. В конечном счёте, расследование Ицхака привело к увольнению президента.
В начале 2006 года Йоав Ицхак опубликовал на сайте News1 несколько расследований, связанных с именем и. о. премьер-министра Эхуда Ольмерта (дело о покупке дома на ул. Кремье, дело о политических назначениях в управлении малых бизнесов). В этот период, накануне выборов, многие репортёры и комментаторы центральных СМИ скрывали от общественности информацию об этих расследованиях или же пытались исказить публикации сайта News1 и расследования Государственного контролёра Михи Линденштраусса. Среди тех, кого Ицхак обвинял в подобных действиях, были журналисты газет «Едиот Ахронот», «Маарив» и «Га-Арец», а также журналисты 1-го и 2-го израильских телеканалов. В знак протеста против поведения «Маарива» Ицхак покинул газету, на этот раз окончательно. Впоследствии редактор газеты Амнон Данкнер назвал премьер-министра жертвой преследований Йоава Ицхака и Госконтролёра, а также сравнил их с «зомби». Однако редактор ошибся: впоследствии премьер-министр Ольмерт ушёл в отставку, против него было подано обвинительное заключение, и во всём этом немалую роль сыграли расследования Йоава Ицхака. В отличие от случая своего первого увольнения из «Маарива», когда он оставался без постоянного заработка в течение семи лет, на этот раз Ицхак уже являлся издателем, работодателем и редактором популярного интернет-сайта, имеющего аудиторию, не уступающую «Маариву».
Как и все журналисты, Йоав Ицхак иногда допускает ошибки в публикациях. Однако, по его словам, он никогда не ведёт лживого расследования и всегда руководствуется следующими принципами:
Я расследую только те истории, в которых, по моему мнению, имеет место какая-то несправедливость. Я не оставляю расследования, даже если вся система хором заявляет, что я не прав.
Подводя далеко не окончательный итог расследовательской журналистике (разоблачительной журналистике) Йоава Ицхака, можно прийти к выводу, что его биография знает не меньше журналистских достижений, чем биография его именитых американских коллег. При этом он, как правило, не находит поддержки у редакторов и вынужден писать книги, собирать пресс-конференции, обращаться в БАГАЦ и даже публиковать собственное интернет-издание.

## Биография
Йоав Ицхак родился в 1957 году в семье репатриантов из Йемена. Йоав вырос в Петах-Тикве и был одним из 10 детей семейства. Он мечтал о морской карьере и учился в офицерском училище в Ашдоде.
Свой путь в журналистике Ицхак начал как один из лучших репортёров, освещавших работу фондовой биржи в Израиле. Он принимал участие в создании экономической газеты «Глобс» и был её репортёром. В этот период он также работал в газетах «Маарив» и «Давар». Чтобы избежать критики своей работы, руководство фондовой биржи потребовало от Ицхака не публиковать слишком подробную информацию и, в частности, не указывать имена брокеров. Когда журналист отказался выполнить эти требования, гендиректор биржи запретил ему вход в здание биржи. В 1986 году Ицхак подал свою первую петицию в Верховный суд, требуя разрешить ему посещение биржи, после чего двери биржи вновь открылись перед ним. Настойчивость Ицхака в этом деле содействовала повышению прозрачности в работе биржи.
С 1986 по 1990 год Йоав Ицхак работал в газете «Маарив». Это были «четыре года плодотворной и интересной работы» — напишет потом журналист в одной из своих книг. В январе 1989 года Ицхак начал публиковать в газете серию расследований о концерне «Клаль» и его руководителях. Концерн, бывший рекламодателем газеты, ответил ей бойкотом. Ицхак вспоминает, что редактор газеты Идо Дисенчик довольно долго противостоял давлению со стороны концерна и позволял публиковать материалы журналистского расследования. Однако в мае 1990 года газета пошла на сделку с капиталом, и Ицхак, потеряв поддержку газеты, решил уволиться. На этом борьба Ицхака с руководителями концерна не закончилась, и она продолжалась ещё несколько лет в судах. Учитывая полученный опыт борьбы с коррупцией и недостаточную поддержку со стороны издателей, Ицхак решил в дальнейшем сохранять независимость от издателей.
После увольнения из «Маарива» Ицхак работал над своей первой книгой «Золотой телец», которая увидела свет в 1991 году. Он также начал писать как фрилансер в газете «Глобс», имел частичную ставку в местной газете «Ха-Ир», а затем и в журнале «Ха-олям ха-зэ». С редактором газеты «Глобс» Мати Голаном Ицхак не сработался, однако в 1992 году того сменил на посту редактора Адам Барух, и Ицхак вспоминает этот период как «прекрасное времечко», когда он мог свободно публиковать свои расследования. В этот период Ицхак раскрыл, среди прочего, дело «Холиленд-1». В «Ха-олям ха-зэ» Ицхак вначале нашёл общий язык с редактором Рафи Гинатом, однако после его первого раскрытия на страницах журнала Ицхак уволился, так как не получил должной поддержки своему расследованию.
В июне 1996 года Йоав Ицхак обратился с иском в БАГАЦ против назначения Яакова Неэмана на пост министра юстиции. Этот иск привел к тому, что против Неэмана было подано обвинительное заключение, и он уволился с поста министра, однако позднее суд полностью оправдал Яакова Неэмана. Ицхак обращается в судебные инстанции, когда он полагает, что его расследование не получило достаточного освещения в СМИ. Если же его расследование получает широкое распространение в прессе, он, как правило, воздерживается от судебных исков. Не будучи юристом, он, тем не менее, подает свои иски сам, не прибегая к услугам адвоката. Количество поданных им исков в БАГАЦ столь велико, что ими можно заполнить целую библиотеку.
В 1996 году Ицхак возвращается в «Маарив» — на этот раз в качестве независимого журналиста.

Колонка «Первый класс» в газете «Маарив».

В газете он ведет постоянную колонку «Первый класс», где публикует критические и разоблачительные материалы об органах власти, прессе и капитале. Многие из его расследований и статей обличают коррупцию и побуждают власти к действиям. В этой колонке Ицхак опубликовал свои расследования о главе следственного отдела полиции Моше Мизрахи, о государственном прокуроре Эдне Арбель, о церемонии организации ЭЯЛ, инсценированной 1-м израильском телеканале и другие. Параллельно он продолжает публиковать материалы в газете «Глобс» и, начиная с конца 2000 года, на сайте News1-Первоклассные новости. Вспоминая о своей работе в «Маариве» в этот период, Ицхак сказал в интервью Ифат Эрлих, что «это были плодотворные годы» и он имел «настоящую свободу самовыражения». Однако в 2004 году у него произошел острый конфликт с редактором Амноном Данкнером. Конфликт был урегулирован после вмешательства издателя газеты Офера Нимроди, но в 2006 году Ицхак окончательно уволился из газеты, так как редактор задерживал публикацию расследований о премьер-министре Ольмерте.
Несмотря на «свободу самовыражения» Ицхака в «Маариве» и на то, что его расследование о президенте Вейцмане содержало важную и уникальную информацию, или первоклассный «скуп» на языке газетчиков, газета не опубликовала это расследование в 1999 году. Не рискнула опубликовать этот материал и «Глобс». Однако после того, как Ицхак обнародовал «дело Вейцмана» на пресс-конференции, он на какое-то время стал одним из самых интервьюируемых и популярных журналистов в стране.
В 2000 году Йоав Ицхак стал лауреатом премии Абрамовича за критику СМИ, которая присуждалась в том году впервые. На церемонии вручения премии Ицхак сказал, что обязуется продолжать свою «подрывную» деятельность, а денежную премию просил пожертвовать на благотворительные цели.
В декабре 2000 года Йоав Ицхак основал новостной интернет-сайт News1-Первоклассные новости, который помимо новостей освещает актуальные темы в таких сферах, как право, экономика, СМИ, образование и других. Сайт также размещает блоги многих известных публицистов, юристов, критиков и несколько тысяч статей и расследований самого Ицхака. Йоав Ицхак является редактором и издателем сайта, команда которого насчитывает около 20 человек. Ежемесячно сайт посещает более миллиона человек. Согласно другому источнику сайт ежемесячно посещает около 600 тысяч человек.
В 2005—2008 годы объектом расследований Ицхака стал Эхуд Ольмерт, занимавший в 2006—2008 годах пост премьер-министра. В течение 2006 года Ицхак раскрыл следующие дела, связанные с именем Ольмерта: дело о продаже дома на улице 29 ноября в Иерусалиме; дело о покупке дома на ул. Кремье; дело о дорогих авторучках; дело о политических назначениях в управлении малых бизнесов; дело о приватизации банка Леуми. Обо всех этих делах было опубликовано впервые на сайте News1, но даже после этих публикаций центральные СМИ продолжали замалчивать эту информацию. В июле 2008 года Йоав Ицхак опубликовал расследование, связывающее имя Ольмерта с делом Холиленд-2. Во время следствия по этим делам возникли и другие подозрения против Ольмерта, трое из которых завершились в августе 2009 года подачей обвинительного заключения. В январе 2012 года Ольмерт был обвинен в получении взяток в деле Холиленд-2. В июле 2012 года Ольмерт был признан виновным по делу об инвестициях в малые бизнесы и оправдан по двум другим делам, однако одно из этих дел было пересмотрено и в марте 2015 Ольмерт был признан виновным в обмане общественного доверия и получении прибыли незаконным путём при отягчающих обстоятельствах. В марте 2014 года Эхуд Ольмерт признан виновным в получении взятки по делу Холиленд-2. Не будет преувеличением предположить, что именно расследования Йоава Ицхака и их публикация на сайте News1 побудили правоохранительные органы начать следствие против премьер-министра, которое, в конце концов, привело к его отставке.
10 июня 2011 года Йоав Ицхак выступил с инициативой создания Союза независимых журналистов Израиля. 

В январе 2012 года Йоав Ицхак подверг критике действия трибунала по вопросам журналистской этики при Совете по делам прессы Израиля за то, что тот превышает полномочия, рассматривая дела журналистов, не являющихся членами Союза журналистов, и дела СМИ, не являющихся членами Совета по делам прессы. 

17 мая 2013 года Йоав Ицхак организовал при сайте «News1-Первоклассные новости» инициативную группу «Правоохранительная гвардия», которая расширит участие сайта в журналистских расследованиях в области права, экономики, бизнеса, госуправления, здравоохранения и других областях.
Ицхак женат, он отец троих детей. Он живёт и работает в Петах-Тикве.

## Расследования
- Дело концерна Клаль (1989 г.). — В январе 1989 года Йоав Ицхак опубликовал в газете «Маарив» серию расследований о концерне Клаль и его руководителях Аароне Доврате и Ицхаке Шреме. Концерн обвинялся Ицхаком в незаконных операциях с ценными бумагами, а его руководители в использовании средств концерна на личные цели. Ицхак занимался этим делом восемь лет, включая увольнение из «Маарива», издание книги «Золотой телец» и подачу судебных исков[10]. Барух Кра напишет об этом периоде в 2000 году: «Оглядываясь назад, многие журналисты сегодня считают, что дни Доврата-Шрема, когда пресса не поддержала Йоава Ицхака, были далеко не самым светлым пятном в её истории».
- Дело Неэмана (1996 г.). — В июне 1996 года Йоав Ицхак обвинил Яакова Неэмана в даче ложной декларации под присягой и других нарушениях. Юридический советник правительства Михаэль Бен-Яир санкционировал следствие, Неэман уволился с поста министра, однако после передачи дела в суд Неэман был оправдан[25].
- Дело Холиленд-1 (1996 г.). — Согласно подозрению, начальник налогового отдела Дорон Леви допустил заниженную оценку земельного участка в проекте «Холиленд», что позволило инициаторам проекта избежать уплаты высоких налогов[26]. Дело было закрыто, однако Леви вынужден был выйти в отставку[7].
- Дело Арбель о выходном пособии (1996 г.). — Согласно подозрению, госпрокурор Эдна Арбель после её назначения на должность судьи окружного суда получила выходное пособие, несмотря на то, что не имела на это право[27].
- Дело Арбель об академической степени (2004 г.). — На сайте Верховного суда представлена биография судьи Эдны Арбель, согласно которой она якобы имеет вторую степень по юриспруденции (LL.M). Эти данные были также представлены комиссии по избранию судей, хотя Арбель имела только первую степень (LL.B)[28][29].
- Дело Вейцмана (1999 г.). — Эзер Вейцман в течение многих лет получал деньги от бизнесмена Саруси, нарушая порядок отчетности о доходах. Йоав Ицхак расследовал это дело и обнародовал его на пресс-конференции, после чего появились публикации об этом деле в СМИ[30]. Расследование Ицхака привело к увольнению президента.
- Дело Мизрахи (2000 г.). — Подозрения против главы следственного отдела полиции ницава[31] Моше Мизрахи, который, несмотря на запрет суда, приказал записывать телефонные разговоры между Либерманом и Нетаньягу[32]. Отстранён от должности на основании рекомендации юридического советника правительства.
- Дело, связанное с подпольной организацией ЭЯЛ (2000 г.). — Церемония принятия клятвы в организации ЭЯЛ, инсценированная Авишаем Равивом и Эйтаном Ореном для 1-го телеканала[33].
- Расследование о деятельности Арнона Мозеса, владельца газеты «Едиот Ахронот» (2002 г.)[34].
- Дело Кармона о звании профессора (ноябрь 2006 г.). — Президент Израильского института демократии Арик Кармон, подписывая документы Института и заявление против Госконтролёра в газете «Га-Арец», указывал звание «профессор», хотя не имел на это право[35].
- Дело Ольмерта о продаже дома на улице 29 ноября в Иерусалиме (февраль 2006 г.). — Согласно подозрению, дом был продан по значительно завышенной цене и Ольмерт продолжал проживать в доме за заниженную арендную плату[36][37].
- Дело Ольмерта о покупке дома на ул. Кремье в Иерусалиме (февраль 2006 г.). — Согласно подозрению, Ольмерт купил дом со скидкой в сотни тысяч долларов[38], что является взяткой за получения разрешений на строительство[39].
- Дело Ольмерта о дорогих авторучках (март 2006 г.). — Согласно подозрению, Ольмерт, исполняя общественные должности, получал от бизнесменов дорогостоящие авторучки для своей коллекции и за это продвигал их дела[40][41].
- Дело Ольмерта о политических назначениях в управлении малых бизнесов (март 2006 г.). — Согласно подозрению, Ольмерт, будучи министром промышленности, торговли и занятости, проводил политические назначения в Управлении малого и среднего бизнеса[42].
- Дело Ольмерта о приватизации банка Леуми (октябрь 2006 г.). — Согласно подозрению, Ольмерт, исполняя обязанности министра финансов, лоббировал интересы друзей-бизнесменов, что является серьёзным конфликтом интересов[43].
- Дело Холиленд-2, связанное с Ольмертом (июль 2008 г.). — Согласно подозрению, Ольмерт, будучи мэром Иерусалима и позднее министром, получил взятку за лоббирование исключительных разрешений на строительство жилищного комплекса «Холиленд» в Иерусалиме[44].

## Книги
- Йоав Ицхак. «Золотой телец» (ивр.). — Израиль: издательство «Йоав Ицхак», 1991.
- Йоав Ицхак. «Первый класс: 1995» в 2 томах (ивр.). — Израиль: издательство «Золотой телец пресса», 1995.
- Йоав Ицхак. «Первый класс: 1998» в 2 томах (ивр.). — Израиль: издательство «Золотой телец пресса», 1998.